# 三谷宏治
三谷 宏治（みたに こうじ、1964年3月8日 - ）は、K.I.T.虎ノ門大学院（金沢工業大学虎ノ門キャンパス）教授、早稲田大学ビジネススクール客員教授、女子栄養大学客員教授。
永平寺ふるさと大使、NPO法人 アフタースクール理事、NPO法人3keys理事、Linkers株式会社アドバイザー。
前職は経営コンサルタント。福井県出身。

## 略歴
大阪府生まれ、福井県育ち。1982年 福井県立藤島高等学校卒業。1987年 東京大学理学部物理学科卒業。
1992年 INSEAD MBA修了（フランスフォンテーヌブロー校）。1987年 - 1996年 ボストンコンサルティンググループ勤務。
1996年 - 2006年 アクセンチュア勤務　戦略グループ統括　エグゼクティブパートナーとして活躍。2008年 - K.I.T.虎ノ門大学院（金沢工業大学 虎ノ門キャンパス）教授（現職）。

## 受賞歴
- 『一瞬で大切なことを伝える技術』 啓文堂書店 2012 ビジネス書大賞
- 『経営戦略全史』 ダイヤモンドHBR 読者が選ぶベスト経営書2013 第1位[12]、ビジネス書大賞2014 経営書部門 大賞[13]
- 『ビジネスモデル全史』ダイヤモンドHBR 読者が選ぶベスト経営書2014 第1位[14]

## 著書
- 『戦略読書 〔増補版〕』(日経BP、2020年)[15]
- 『新しい経営学』（ディスカヴァー・トゥエンティワン、2019年)[16]
- 『マンガ ビジネスモデル全史 創世記篇』(PHP研究所、2018年)[17]
- 『マンガ ビジネスモデル全史 新世紀篇』(PHP研究所、2018年)[18]
- 『戦略子育て 楽しく未来を生き抜く「3つの力」の伸ばし方』(東洋経済新報社、2018年)[19]
- 『ゼロからのプレゼンテーション ―「ものまね」から達人までの全ステップ』(プレジデント社、2017年)[20]
- 『伝説のプレゼンターへの道！』(2016年)
- 『お手伝い至上主義! ―「自分で決めてできる」子どもが育つ』(プレジデント社、2016年)[21]
- 『マンガ経営戦略全史 確立篇』(PHP研究所、2016年)[22]
- 『マンガ経営戦略全史 革新篇』(PHP研究所、2016年)[23]
- 『「ハカる」力 ～プロフェッショナルをめざす人のための新ビジネス基礎力養成講座』(ディスカヴァー・トゥエンティワン、2016年)[24]
- 『戦略読書』(ダイヤモンド社、2015年)
- 『発想力の全技法』(PHP研究所、2015年)[25]
- 『シゴトの流れを整える』(PHP研究所、2015年)[26]
- 『ビジネスモデル全史』（ディスカヴァー・トゥエンティワン、2014年)[27]
- 『戦略思考ワークブック【ビジネス篇】』（ちくま新書、2014年)[28]
- 『一瞬で大切なことを決める技術』（中経出版、2013年)[29]
- 『伝わる書き方』（PHP研究所、2013年)[30]
- 『経営戦略全史』（ディスカヴァー・トゥエンティワン、2013年)[31]
- 『親と子の「伝える技術」』（実務教育出版、2013年)[32]
- 『超図解 全思考法カタログ』（ディスカヴァー・トゥエンティワン、2013年)[33]
- 『実例で必ず身につく! 一瞬で大切なことを伝える技術』（かんき出版、2012年）[34]
- 『DVD 一瞬で大切なことを伝える技術 スタンダード版』（かんき出版、2012年）[35]
- 『DVD 一瞬で大切なことを伝える技術 プレミアム版』（かんき出版、2012年）
- 『一瞬で大切なことを伝える技術～ 論理的な人になれる世界一シンプルな思考法』（かんき出版、2011年）[36]
- 『ペンギン、カフェをつくる ～ビジネス発想力特訓講座 amazonで詳細を見る』（東洋経済新報社、2011年）[37]
- 『ルークの冒険～カタチのフシギ～』（実務教育出版、2011年）[38]
- 『お手伝い至上主義でいこう！ ―　子どもの就職力を高める「ヒマ・ビンボー・オテツダイ」習慣』（プレジデント社、2011年）[39]
- 『特別講義 コンサルタントの整理術』（実業之日本社、2010年）[40]
- 『ハカる考動学 ビジネスの今と未来を「測る」・「量る」・「計る」』（ディスカヴァー・トゥエンティワン、2010年）[41]
- 『いまは見えないものを見つけ出す 発想の視点力』（日本実業出版社、2009年）[42]
- 『正しく決める力―「大事なコト」から考え、話し、実行する一番シンプルな方法』（ダイヤモンド社、2009年）[43]
- 『トップ コンサルタントがPTA会長をやってみた - 発想力の共育法』（英治出版、2007年）[44]
- 『観想力 - 空気はなぜ透明か』（東洋経済新報社、2006年）[45]
- 『突破するアイデア力』（宝島社新書、2006年）[46]
- 『crm マーケティング戦略 顧客と共に』（東洋経済新報社、2003年）[47]
- 『CRM 顧客はそこにいる』（共著、東洋経済新報社、2001年）[48]

## メディア掲載等
テレビ
- NHK Eテレ「ウワサの保護者会」2019年4月6日、2019年5月13日
- ニュースザップ（BSスカパー!） - 2015年2月より不定期出演
- NHK あさイチ 「脱ワンワード週間」 2014年1月20日
- ソクラテスの人事　2009年4月～8月

WEBサイト
- ORIENT 東西の叡智を未来に活かす（日経ビジネス電子版）[49]
- 人類史・ウイルス史のレベルでものごとを見る（日経ビジネス電子版）[50]
- 名経営者たちの決断に学ぶ「ピンチに負けない突破力」（NewsPicks）[51]
- 三谷宏治流「ほめ方・叱り方」の本質とは？（flier）[52]
- 【スキル】読書で「自分だけの学び」を得る方法（NewsPicks）[53]
- ビジネス書好きなのに仕事が非効率な人に欠けている本の読み方（プレジデントオンライン）[54]
- 【図解】MBAとは違う「新しい経営学」（NewsPicks）[55]
- 「決める力」と「発想力」は放課後に育つ（放課後はゴールデンタイム）[56]
- 〈対談〉自分らしさをつくる「読書法」の決定版（flier）[57]
- 「スタインウェイ」が高級グランドピアノで築いた鉄壁のビジネスモデル（ダイヤモンドオンライン）[58]
- ヤマハが自転車部品メーカー「シマノ」に学ぶべきトップブランドへの道（ダイヤモンドオンライン）[59]
- イノベーションを起こすためのビジネスモデル（BUSINESS OWNER LOUNGE）[60]
- 「戦略読書　増補版」にて「新たなプロの育て方」紹介（原田左官工業所）[61]
- 【書評】「新しい経営学」でビジネスモデルの構築の知識に種を撒け【要約】（UpDrafts）[62]
- 気になるフォント、知りたいフォント。（MdN Design Interactive）[63]
- マーケティングの新しい発想法 ~「顧客はドリルを欲しているのでも、穴を欲しているのでもなく ◯◯◯◯◯を欲している」～（カレッジサプリ）[64]
- “発想力”を鍛えるには活字!? 頭の訓練は誰にでもできる!　（anan NEWS）[65]
- これでコンセプトがブレない！一瞬で大事なことが伝わる「プレゼン」成功術 （ウレぴあ総研）[66]
- 著名人が語る魅力：ビジネススクール教授が語るエドガー・シャイン　三谷宏治さんインタビュー　（Edgar Shein）[67]
- 『ビジネスモデル全史』三谷流 発想力と決定力の鍛え方―三谷宏治氏　（起業.tv）[68]
- 学びの源泉 　（キャリアインキュベーション）[69]
- 第1回：ビジネスモデル視点で持続的競争優位とイノベーションを実現しよう　～『マンガビジネスモデル全史』の見どころ～　（経営PRO-Q）[70]
- 第2回：イノベイティブなプロジェクトに真に必要な人材タイプは？　～アンケート「あなたのイノベーター・タイプは？」結果分析～　（経営PRO-Q）[71]
- 第3回：AI時代を生き抜くための「3つの力」とは？　～ビジネスパーソンに届けたい『戦略子育て』～　（経営PRO-Q）[72]
- 仕事に生かせる名著を考える―三谷宏治×守屋淳 特別対談【ビジネス力編】　（cakes）[73]
- 仕事に生かせる名著を考える―三谷宏治×守屋淳 特別対談【人間関係編】　（cakes）[74]
- 悩まず慌てず業務をこなす４つの技術とは　（THE21 online）[75]
- 「論理思考」を学んで頭のOSを入れ替えよう　（THE21 online）[76]
- 子どもに伝えたい学歴よりも大切なこと　（J-WAVE PICK ONE）[77]
- 三谷流 ｢構造的やわらか発想法｣ （ダイヤモンドオンライン）[78]
- 三谷宏治氏の書斎大公開！本の開架、分類、面陳まで、知をオープン化する書斎術　（ダイヤモンドオンライン）[79]
- 要注意！その｢親心｣が子どもの発想力を奪う 人材育成のプロが教える｢3つの落とし穴｣　（東洋経済 ONLINE）[80]
- 課長塾 女性力を活かしきる「反常識」の発想術 　（日経ウーマンオンライン）
- 子どもの就職力を高める「ヒマ・貧乏・お手伝い」習慣　（日経DUAL）[81]
- 女性力を活かしきる「反常識」の発想術　（日経ビジネスオンライン）
- 教えて ビジネス作法「できる人に確実に近づく仕事の整理術」　（日本経済新聞電子版 2012年1月20日）
- 伝説のプレゼンターを目指せ！　（マイクロソフト）
- 「お手伝い」経験がないと将来困る？　（ママテナ）[82]
- どうすれば「お手伝いできる子」になる？　（ママテナ）[83]
- 性別で「お手伝い」を振り分けちゃダメ？　（ママテナ）[84]
- BeYond Labo #12「こ」育て～を開催しました　（BEYOND LABO）
- “広く浅い学問”MBAを確かなスキルとするために…三谷宏治「働きながら国内MBA」のススメ　（FASTGROW）[85]
- 研修のための研修は終わり。人材育成はこれからどう変わっていくべきなのか？　（Forbes JAPAN）[86]
- 三谷宏治、発想力と独自性の原体験に迫る 『戦略読書』の著者に聞く　（flier）[87]
- 東大→BCG→アクセンチュア出身の教授断言！ 「だから私は子どもに『勉強しろ』と言わない」 （プレジデントオンライン）[88]
- 一流プレゼンターの資料は"聴いて"わかる まずは達人のモノマネから始める　（プレジデントオンライン）[89]
- 「虎の威を借る」自己紹介の思わぬリスク プレゼンは"つかみ"で場を支配する　（プレジデントオンライン）[90]
- 伝わるパワポは"18pt以上"で書いてある 思考を整理するフォントの使い方　（プレジデントオンライン）[91]
- 生きる力を育む［３つの力］と［お手伝い至上主義］ （ベネッセ教育研究開発センター）
- 特集！あの人の本棚 22.三谷宏治：壁を本棚で埋め尽くして、家を図書室にする　（ホンシェルジュ）
- 人材育成とは9割の人ができていない基礎を何度も繰り返して身に付けさせること　三谷宏治教授インタビュー1　（Linkers）
- フレームワークの重要性と「考え方を揃える」ことの価値　三谷宏治教授インタビュー2　（Linkers）

新聞
- 2011/12/20 日経新聞夕刊「丸の内キャリア塾」 （首都圏のみ）
- 2010/12/8 日経産業新聞「アイデア力」
- 2010/8/7 日経新聞 日経プラスワン「常識点検」
- 2010/3/31日経産業新聞「任天堂 再浮上の条件」
- 2010/2/13 日経新聞 日経プラスワン「常識点検」
- 2009/8/15日経新聞夕刊「丸の内キャリア塾」（首都圏のみ）

雑誌連載
- 2020年10月～ 日経ビジネス「オリエント 東西の叡智を未来に活かす」[92]

雑誌（ビジネス誌・業界誌　寄稿・連載）
- 2019年6月『Y-SAPIX JOURNAL』「あのとき私も受験生だった」（Y-SAPIX、Vol.41）
- 2019年3月『AERA with Kids』「３姉妹の本の好みは三者三様。選んだ本については口出ししないようにしました」（朝日新聞出版、2019年 春号）
- 2018年9月『NewsPicks Magazine』「試行錯誤の力を育てる！」（幻冬舎、vol.2 Autumn 2018）
- 2018年月『マネコン』「経営者の読書術」（83号）
- 2018年5月『週刊東洋経済』「AI時代に必須の能力、達人はこう見る」（東洋経済新報社、2018年7月号）
- 2018年6月『THE21』「まずは「論理思考」を学んで頭のOSを入れ替えよう」（PHP研究所）
- 2013年4月『Think!』「毎日が知的成長日」（東洋経済新報社、2013年春号）
- 2012年11月『ウレぴあ』「本番を成功させるステップ(1) (2)」「プレゼンテーションの事前準備」（ぴあ、2012 Winter号）
- 2012年11月『プレジデント』「商品開発に女の発想をどう生かすか」（プレジデント社、2012年12月号）
- 2012年9月『AERA with Kids』「「自分のことは自分でできる子」に育てる！」（朝日新聞社、2012 秋号）
- 2012年1月『私立中高進学通信』「子どもを伸ばすチカラ」 （栄光ゼミナール、2012年2月号）
- 2011年11月『日経WOMAN』「4つの方策で業務の渋滞を防ぐ！」 （日経BP社、2011/12月号）
- 2011年9月『プレジデント』「すべらない話し方：商談編」 （プレジデント社、2011/10/3号）
- 2011年6月『プレジデントベイビー』「兄弟そろって頭がいい家には必ずモットーがあります」 （プレジデント社、2011/7/15号）
- 2011年6月『AERA with Kids 2011夏号』「子どもの自立力を伸ばす夏の生活改善計画」 （朝日新聞出版、2011/6/18）
- 2011年6月『BUAISO』「キッズデザインの家づくり」 （リベラ、44号）
- 2011年3月『プレジデントファミリー』「お手伝い至上主義でいこう！」 （プレジデント社、2011年5月号）
- 2010年12月『プレジデント』「子どもを将来仕事に困らない人間に育てるには」 （プレジデント社、2011/1/17号）
- 2010年10月『Think!』「問題発見のためのハカる考動学」 （東洋経済新報社、2010秋号）
- 2010年5月『DreamNavi』「言語力を高める」 （四谷大塚、2010年7月号）
- 2009年11月『文蔵』 （PHP研究所、2009年12月号）
- 2009年10月『GQ Japan』　「Best Selling Book」 （コンデナスト・ジャパン、2009年12月号）
- 2009年9月『日経キャリアマガジン』　｢MBA脳の作り方｣ （日経HR、2009年10月号）
- 2009年9月『type』　｢コンサルティング プロジェクト・アワード｣ （キャリアデザインセンター、2009/10/11号）
- 2009年6月『THE21』　｢残業ゼロの『スピード判断』術｣ （PHP研究所、2009年7月号）
- 2009年5月『日経ビジネスアソシエ』　｢必要とされ続ける人の見切る力｣ （日経BP、2009/6/2号）
- 2009年4月『週刊東洋経済』　｢変われない日本をぶち壊せ！30 BIG IDEAS｣ （東洋経済新報社、2009/4/25号）
- 2009年2月『日経ビジネスアソシエ』　「発想力不足の人に薦めるアイデアを生み出す鍛錬法」 （日経BP、2009/02/17号）
- 2008年11月『DIME』 （小学館、11/18号）
- 2008年11月『日経キャリアマガジン』　「ビジネスパーソンのための Not!To Doリストのつくり方 」 （日経HR 、2008年12月号）
- 2008年10月『Think!』　｢JAH（軸値巾）法｣ - 例外から本質を見抜く｢気づき力｣　（東洋経済新報社、Vol. 27）
- 2008年8月『週刊東洋経済』　｢超･速戦脳力を鍛える：思考力｣ （東洋経済新報社、2008/8/16-23号）
- 2008年5月『日経Kids+』　｢地方出身パパの子育て｣ （日経BP、2008年7月号）
- 2007年11月『日経Kids+』　｢創造するセンスを育てる方法｣ （日経BP、2008年1月号）
- 2007年11月『Works』　｢リベラルアーツがヒトを自在にする｣ （リクルート、85号）
- 2006年12月『The21』　｢プロフェッショナルが勧める仕事に役立つ本｣ （PHP、2007年1月号）
- 遊んで学ぶのススメ 1～22　日本商工振興会商工にっぽん